# Comuna Prundeni, Vâlcea
Prundeni este o comună în județul Vâlcea, Oltenia, România, formată din satele Bărbuceni, Călina, Prundeni (reședința) și Zăvideni.
Comuna Prundeni este așezată pe marginea râului Olt, în aceeași linie cu satele Aurești și Scaioși, din zilele noastre, iar satele Tătăroaia, Zăvideni, Călina erau așezate la poalele și pe văile dealurilor din apropiere, sate care azi fac parte din comuna Prundeni.
La 1720, Oltul avea în dreptul comunei două ramificații ce cuprindeau între ele un ostrov. Prima ramificație pornea de la Zăvideni, trecea „balta lui Stochin”, mergea pe sub izlaz și ieșea la Călina „Gârla Cojoaca”, iar a doua ramificație, la est, spre județul Olt. Faptul că satul Prund (azi Prundeni) a fost așezat între două ramificații, pe prund, satul s-a numit „Prund”, iar ulterior Prundeni.
Urmele arheologice din această zonă ne determină să afirmăm că locuirea acestor teritorii este foarte veche. La nord de biserica satului Tătăroaia a fost descoperită în anul 1910 o cantitate de monede la o adâncime de 0,6 metri, de proveniență bizantină și purtau chipurile împăraților bizantini din perioada anilor 275-330. Tot atunci s-a descoperit cărămida de piatră cu forma pătrată. În anii 1938-1939, oamenii acestor locuri au descoperit pe deal comori ascunse (bani de aur cocoșei) sub blocuri de piatră lungi de 2-3 metri și late până la 1 metru, cu grosimi între 0,6 m și 0,7 m, pe care erau încrustate litere latine.
În vechime, satul Prundeni avea în componența două sate: Dăiești și Tătăroaia, cu sediul permanent în satul Dăiești, satele Călina și Zăvideni fiind independente. Zăvideni avea în componența sa mai multe sate: Bărbuceni, Băluțoaia, Sâlea, Aurești. În anul 1908, la 1 iunie aceste sate se unesc, formând comuna Prundeni.
Pe teritoriul comunei Prundeni există mai multe denumiri de locuri pe care le voi explica în câteva cuvinte, după explicațiile primite de la bătrânii satului și în urma cercetărilor făcute.
Satul Călina este așezat pe cursul mijlociu al râului Olt. Numele mai vechi, „Călinet”, este derivat de la apelativul „Călin”, arbust sălbatic cu frunze late, opuse, cu flori albe și fructe roșii, zemoase, necomestibile, în formă de ciorchini.
„La Cuptoare”, este o denumire rămasă de pe timpul ocupației germane din anul 1916, când, în pădurea Sâlea, militarii germani tăiau copacii pentru a face cărbuni din ei, pe carte îi trimiteau în Germania.
Populația acestor locuri a trăit în clăcășie pe moșiile boierești și mânăstirești ale neamurilor Filipeștilor, Fârtaților și ale Episcopiei de Râmnic. Majoritatea dealurilor noastre poartă numele celor care le-au stăpânit. Nomenclatura s-a păstrat intactă de-a lungul vremurilor: Zăvoianu, Găman, Hurezanu, Păltineanu, Parsâna, Ristoriu, Arnota, Stoichin, Pllopeanu.
În concluzie, aceste câteva toponime sunt doar o parte din cele cunoscute, care au rămas până astăzi în toponimia locală și unele au la bază conformația terenului, existența unor specii de plante și de animale, iar altele se referă la trecutul istoric al satului.
Solurile nisipoase și pietroase dădeau struguri bogați în zaharină, iar cele clisoase, struguri apoși cu o coacere târzie.
În luna martie începe munca: tăiatul, osăcitul (arăcitul) și apoi legarea viei.
Din punct de vedere geografic, teritoriul comunei Prundeni se află în cadrul Podișului Getic, în subdiviziunea Platformei Oltețului.
Numeroasele schimbări economice și social-politice petrecute în decursul timpului au influențat evoluția așezărilor rurale din Piemontul Getic atât sub raportul numărului și mărimii, cât și al fizionomiei și caracterului funcțional. Ca repartiție teritorială, așezările au căutat în general cursul râurilor, datorită avantajelor pe care le oferă: apa potabilă, posibilitățile lesnicioase de circulație.
Valea Oltului, cu terase largi, au permis instalarea a numeroase sate și orașe și a două importante artere de circulație: șoseaua națională și calea ferată.
Comuna Prundeni e stabilită pe cele două terase ale Oltului. Localizarea actuală a satelor nu diferă contrastant de cea din ultimele secole. Unele modificări mai importante s-au produs în timpul Regulamentului Organic și în urma reformei agrare din 1864, când multe sate au fost scoase „la linie”, coborând astfel de pe dealuri pe drumurile de vale, dar nu la distanțe prea mari de unde au fost.
Ionel Hududoi,„MONOGRAFIA ETNOGRAFICĂ A COMUNEI PRUNDENI”, Editura INFOMIN DEVA -2006- ISBN 973-7646-02-9

## Demografie
Componența etnică a comunei Prundeni
     Români (90,69%)
     Alte etnii (0,06%)
     Necunoscută (9,25%)
Componența confesională a comunei Prundeni
     Ortodocși (89,81%)
     Alte religii (0,49%)
     Necunoscută (9,7%)
Conform recensământului efectuat în 2021, populația comunei Prundeni se ridică la 3.277 de locuitori, în scădere față de recensământul anterior din 2011, când fuseseră înregistrați 3.990 de locuitori. Majoritatea locuitorilor sunt români (90,69%), iar pentru 9,25% nu se cunoaște apartenența etnică. Din punct de vedere confesional, majoritatea locuitorilor sunt ortodocși (89,81%), iar pentru 9,7% nu se cunoaște apartenența confesională.

## Politică și administrație
Comuna Prundeni este administrată de un primar și un consiliu local compus din 13 consilieri. Primarul, Cristina Munteanu[*], de la Partidul Social Democrat, este în funcție din octombrie 2020. Începând cu alegerile locale din 2024, consiliul local are următoarea componență pe partide politice:
|  | Partid                          | Consilieri | Componența Consiliului | Componența Consiliului | Componența Consiliului | Componența Consiliului | Componența Consiliului | Componența Consiliului | Componența Consiliului | Componența Consiliului |
|  | ------------------------------- | ---------- | ---------------------- | ---------------------- | ---------------------- | ---------------------- | ---------------------- | ---------------------- | ---------------------- | ---------------------- |
|  | Partidul Social Democrat        | 8          |                        |                        |                        |                        |                        |                        |                        |                        |
|  | Partidul Național Liberal       | 4          |                        |                        |                        |                        |                        |                        |                        |                        |
|  | Alianța pentru Unirea Românilor | 1          |                        |                        |                        |                        |                        |                        |                        |                        |